# Tuffi ai campionati mondiali di nuoto 2007 - Piattaforma 10 metri sincro maschile
La gara dei tuffi dalla piattaforma 10 metri sincro maschile dei campionati mondiali di nuoto 2007 è stata disputata il 26 marzo presso il Melbourne Sports and Aquatic Centre di Melbourne. La gara, alla quale hanno preso parte 14 coppie di atleti provenienti da altrettante nazioni, si è svolta in due turni, in ognuno dei quali le coppie hanno eseguito una serie di sei tuffi.
La competizione è stata vinta dalla coppia cinese Lin Yue e Huo Liang, mentre l'argento e il bronzo sono andati rispettivamente alla coppia russa Dmitrij Dobroskok e Gleb Gal'perin e a quella statunitense David Boudia e Thomas Finchum.

## Programma
| Data          | Ora   | Turno       |
| ------------- | ----- | ----------- |
| 26 marzo 2007 | 12:00 | Preliminari |
| 26 marzo 2007 | 17:07 | Finale      |

## Podio
| Posizione | Atleta                           | Nazionalità |
| --------- | -------------------------------- | ----------- |
| Oro       | Lin Yue Huo Liang                | Cina        |
| Argento   | Dmitrij Dobroskok Gleb Gal'perin | Russia      |
| Bronzo    | David Boudia Thomas Finchum      | Stati Uniti |

## Risultati

### Preliminari
I migliori 12 punteggi accedono alla finale
| Pos. | Nazione       | Atlete                                | Punti  | Note |
| ---- | ------------- | ------------------------------------- | ------ | ---- |
| 1    | Stati Uniti   | David Boudia Thomas Finchum           | 446.70 | Q    |
| 2    | Cina          | Lin Yue Huo Liang                     | 446.64 | Q    |
| 3    | Russia        | Dmitrij Dobroskok Gleb Gal'perin      | 441.54 | Q    |
| 4    | Cuba          | José Antonio Guerra Erick Fornaris    | 398.82 | Q    |
| 5    | Ucraina       | Oleksandr Horškovozov Dmytro Mezensky | 392.22 | Q    |
| 6    | Germania      | Sascha Klein Heiko Meyer              | 387.60 | Q    |
| 7    | Italia        | Francesco Dell'Uomo Michele Benedetti | 384.96 | Q    |
| 8    | Messico       | Omar Ojeda Rommel Pacheco             | 383.10 | Q    |
| 9    | Bielorussia   | Vadzim Kaptur Aljaksandr Varlamaŭ     | 375.15 | Q    |
| 10   | Australia     | Peter Hill Scott Robertson            | 372.30 | Q    |
| 11   | Grecia        | Sotirios Trakas Ioannis Gavriilidis   | 371.70 | Q    |
| 12   | Corea del Sud | Jin-yong Kim Yitaek Oh                | 362.40 | Q    |
| 13   | Brasile       | Cassius Duran Hugo Parisi             | 351.75 |      |
| 14   | Indonesia     | Husaini Noor Mohamed Nasrullah        | 321.21 |      |

### Finale
| Pos. | Nazione       | Atlete                                | Punti  |
| ---- | ------------- | ------------------------------------- | ------ |
|      | Cina          | Lin Yue Huo Liang                     | 489.48 |
|      | Russia        | Dmitrij Dobroskok Gleb Gal'perin      | 467.16 |
|      | Stati Uniti   | David Boudia Thomas Finchum           | 463.56 |
| 4    | Cuba          | José Antonio Guerra Erick Fornaris    | 433.80 |
| 5    | Ucraina       | Oleksandr Horškovozov Dmytro Mezensky | 423.36 |
| 6    | Italia        | Francesco Dell'Uomo Michele Benedetti | 406.86 |
| 7    | Germania      | Sascha Klein Heiko Meyer              | 404.10 |
| 8    | Bielorussia   | Vadzim Kaptur Aljaksandr Varlamaŭ     | 402.51 |
| 9    | Messico       | Omar Ojeda Rommel Pacheco             | 400.20 |
| 10   | Grecia        | Sotirios Trakas Ioannis Gavriilidis   | 395.55 |
| 11   | Corea del Sud | Jin-yong Kim Yitaek Oh                | 372.36 |
| 12   | Australia     | Peter Hill Scott Robertson            | 365.10 |